# Peter van de Rijt
Peter Isaäc Michaël van de Rijt (Amsterdam, 10 april 1952 - Hoorn, 19 augustus 2019) was een Nederlands columnist en (voetbal)criticus.

## Carrière in de politiek
In 2005 wilde Peter van de Rijt zich laten verkiezen tot voorzitter van de PvdA. Nadat bekend werd dat 'diverse mensen en instellingen bleken de dupe te zijn van Van de Rijt', trok hij zich terug als voorzitterskandidaat.. De beëindiging van de run om het voorzitterschap van de PvdA gebeurde na een reportage van NOVA in september 2005. 'Van de Rijt heeft door de jaren heen een spoor achtergelaten van onbetaalde rekeningen. Grote en kleine bedragen die aan hem waren toevertrouwd, zijn in rook opgegaan.' aldus de website van NOVA..

## Carrière in het voetbal
Van de Rijt was als trainer actief bij onder meer Blauw Wit, Tob, KVV en VV Oosthuizen. Liefst negentien jaar zwaaide hij de scepter bij SC Buitenveldert. Tussen december 1998 en november 1999 werkte hij als technisch directeur annex vicevoorzitter voor FC Volendam. Daar presenteerde hij in 1999 Denksport als nieuwe sponsor van de club uit het palingdorp. De uitgever van Denksport liet echter weten dat er geen enkel contract met FC Volendam bestond. De handtekeningen onder de bewuste verbintenis bleken te zijn vervalst, waarna Van de Rijt het veld moest ruimen.

## Carrière in de media
Door zijn jarenlange ervaring als trainer mocht Van de Rijt eind jaren negentig zijn scherpe en nietsontziende analyses tien jaar lang laten horen bij Radio Noord-Holland. In 2004 werd hij door de Amsterdamse zender AT5 gevraagd een elftal samen te stellen uit de beste amateurs van Amsterdam om tegen het eerste elftal van Ajax te voetballen. Sinds december 2005 schrijft Van de Rijt minimaal één keer per week een column voor de website Highlow.nl. Op 1 maart 2010 verscheen de laatste column van Van de Rijt op Highlow.nl, waarin hij zijn afscheid als columnist voor Highlow.nl bekendmaakte. Sindsdien schreef hij zijn columns voor Soeverein Magazine op internet.

## Diversen
Van de Rijt is twee keer veroordeeld. Laatstelijk gebeurde dat in juni 2008. De politierechter in Rotterdam veroordeelde de columnist tot een werkstraf van 100 uur en één maand voorwaardelijke gevangenisstraf met een proeftijd van twee jaar. De straf werd opgelegd omdat Van de Rijt de voormalig technisch directeur van Feyenoord Peter Bosz zou hebben bedreigd, nadat deze hem al bijna 20 jaar geld schuldig is. Bosz weigerde hem dit geld terug te betalen. Van de Rijt dreigde Bosz daarop met het bekendmaken hiervan. Volgens de rechter was dat een onrechtmatige bedreiging. In hoger beroep werd de laatste veroordeling vernietigd.